# Барух Мілґрам
На́тан (Ба́рух) Мі́льґром (івр.  ד'ר נתן מילגרום,  лат. Natan Milgrom MD; 12 жовтня 1891, Теребо́вля, Теребовлянський повіт, Цислейтанія, Австро-Угорщина — жовтень 1942, Белжець, Польща) — лікар-єврей у місті Радехів, був одружений. Його будинок, збудований у стилі еклектики на початку XX століття, став архітектурною пам’яткою та в минулому слугував адміністративною будівлею міської ради.

## Біографія
Натан Мільґром народився в єврейській родині та здобув вищу освіту на медичному факультеті Віденського університету (1910-1916), що дозволило йому стати відомим лікарем у регіоні. Практикував медицину в Радехові з 1920р, де користувався повагою серед місцевих мешканців, завдяки своїй професійності та відданості справі. На початку ХХ століття, коли місто розвивалося завдяки зусиллям місцевих громад, Мільґром вирішив побудувати власний дім на центральній вулиці, який став символом його соціального статусу та внеску в життя міста.
Окрім лікарської діяльності, Мільґром брав участь у громадському житті, відіграючи важливу роль у спілкуванні між представниками різних національних спільнот, зокрема української, польської та єврейської громад. Його будинок став неформальним місцем зустрічей, де обговорювалися актуальні питання суспільства.
Політична діяльність
Барух Мілграм активно брав участь у політичному житті Радехова, представляючи інтереси єврейської громади. У виборах до міської ради 1927 року він був обраний заступником міського голови, ставши одним із 16 єврейських представників у раді, серед яких 9 були сіоністами, 4 — “націоналістами”, один представляв організацію ремісників “Яд Харуц”, і тільки двоє належали до ортодоксальних харедім. Мілграм був частиною сіоністського руху, що свідчило про його прогресивні погляди на розвиток єврейської громади в регіоні.
У наступних муніципальних виборах 1933 року, за новими правилами, до міської ради було обрано лише 4 євреїв із 16 мандатів, серед яких 3 були сіоністами, а один — позапартійним. На порозі Другої світової війни у 1939 році єврейська громада Радехова, включаючи Мілграма, продемонструвала свою підтримку польській державі, пожертвувавши 49,000 злотих на “Фонд Повітряної Оборони” в травні, а через місяць — ще 96,000 злотих на “Фонд Національної Оборони”. Це свідчило про патріотизм єврейської громади та її готовність підтримувати державу в складні часи.

## Архітектура будинку

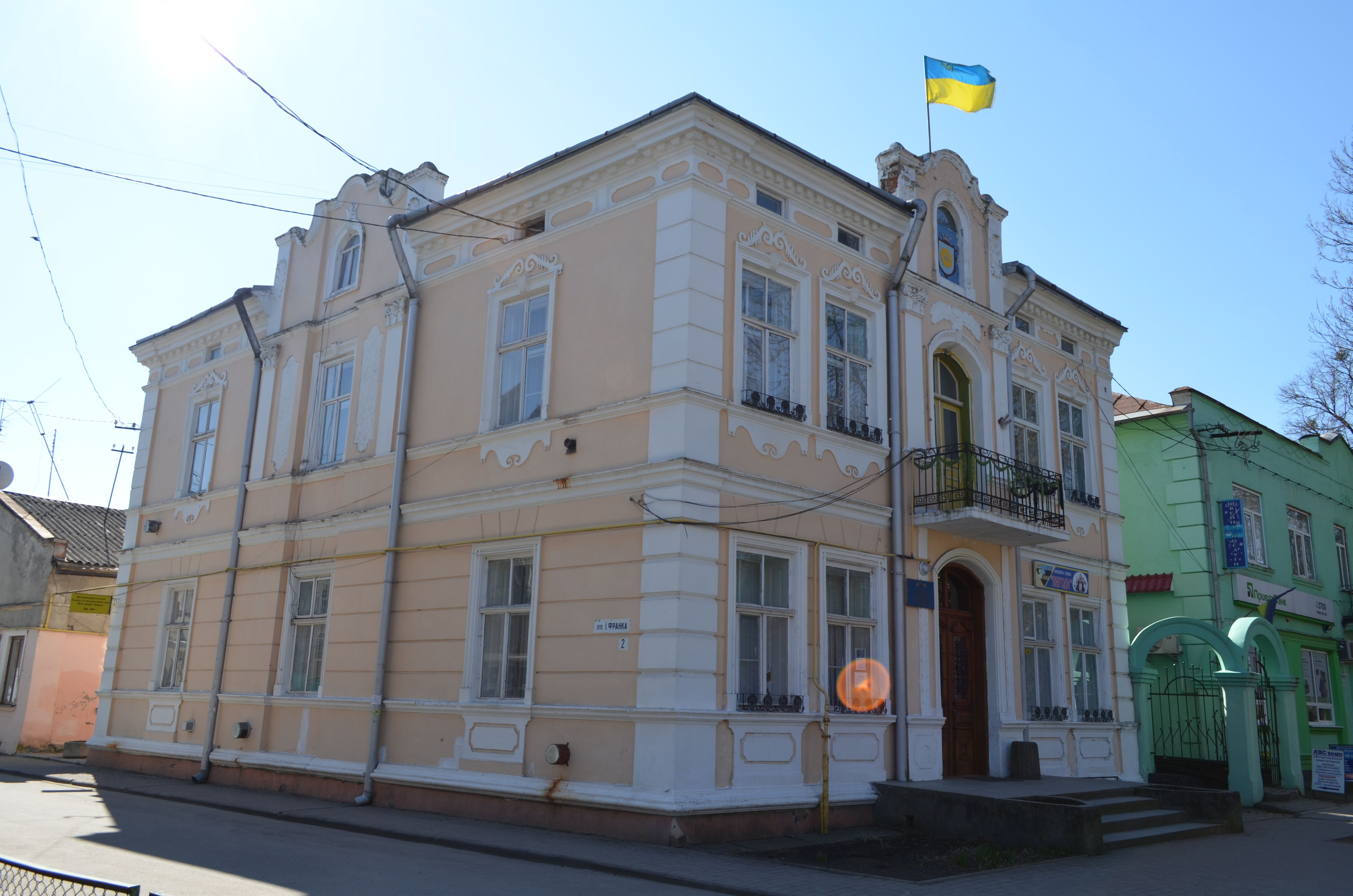

У самому серці Радехова височіє велична будівля, збудована у 1910 році, яка захоплює погляд своїм помпезним стилем. Її архітектура гармонійно поєднує риси еклектики, неоренесансу та модерну, а декоративне оздоблення, хоч і здається надмірним, надає їй особливого шарму.
Спершу цей ошатний жовтий будинок був затишною домівкою для відомого лікаря Натана Мільґрома, який користувався великою повагою серед мешканців Радехова. Однак роки Голокосту обірвали життя Мільґрома — він став жертвою нацистського терору, а будинок залишився без господаря.
Після війни споруда набула нового значення: вона стала осередком влади, та довгий час виконувала функції ратуші. На її фасаді з’явився герб Радехова, що підкреслив її важливість для громади.
Серед характерних архітектурних рис будівлі:

Симетрія: фасад будинку є симетричним, з центральними дверима і вікнами, розташованими у збалансованому порядку.
Орнаментальні деталі: декоративні молдинги навколо вікон і карнизи, що відображають тенденцію еклектики до використання класичних декоративних елементів.
Вікна та двері: округлі арки дверей додають елегантності, нагадуючи елементи класичного та ренесансного стилів, а ліпнина навколо високих, прямокутних з оздобленням вікон є характерною для архітектури епохи історизму.
Балкон із металевими поручнями: кована огорожа із візерунками в модерновому стилі.

## Спадок
Будинок Натана Мільґрома не лише зберіг історичну та архітектурну цінність, але й став символом пам’яті про вклад єврейської громади в життя Радехова. Попри деякі зміни, будівля зберегла свій автентичний вигляд і залишається важливим прикладом архітектурної спадщини Галичини. Історія цього будинку є свідченням культурної різноманітності початку ХХ століття в регіоні та нагадуванням про його багате минуле.